# Golkonda (Inde)
Pour les articles homonymes, voir Golkonda.
Golkonda ou Golconde est une ville en ruines, ancienne capitale du royaume de Golkonda (1364-1512), située dans l'État indien du Télangana.

## Géographie
Golkonda est située à 8 kilomètres à l'ouest d'Hyderabad, la capitale du Télangana. Elle est construite sur une colline granitique qui domine de ses 120 mètres la plaine environnante.

## Histoire
La première forteresse date de 1143, quand la dynastie hindoue de Kâkâtiya régnait sur la région. Les Kâkâtîya furent suivis par l'État de Warangal, qui fut plus tard lui-même conquis par le royaume musulman de Bahmanî.
Après l'effondrement du royaume de Bahmanî, la ville devient la capitale d'un des cinq Sultanats du Deccan - Berâr, Bîjâpur, Ahmadnagar, Bîdâr et Golkonda - qui porte le même nom. En 1512, Qulî Qutb Shâh, un gouverneur turc de la province orientale de Bahmani, fonde le sultanat et la dynastie de Qutb Shahi (en) qui règne depuis Golkonda jusqu'en 1590, année durant laquelle la capitale est transférée à Hyderâbâd. Les Qutb Shâhi agrandissent le fort, dont la muraille extérieure enferme la ville dans ses 11 kilomètres, remplaçant la première construction de brique par des murs de pierre. Le sultanat durera jusqu'à la conquête du Dekkan par l'empereur moghol Aurangzeb en 1687. La forteresse résista à cette occasion à Aurangzeb pendant huit mois, ne tombant qu'à la suite d'une trahison. Après sa chute, elle n'est plus qu'un champ de ruines. Il subsiste cependant la Fath Darwâza, la « Porte de la victoire », la mosquée construite par Qulî Qutb Shâh, une armurerie et les 87 bastions, parmi d'autres structures.
Les tombeaux des sultans Qutb Shâhi, des structures gracieuses admirablement découpées et entourées par des jardins paysagers, se trouvent à environ un kilomètre au nord des murs externes de Golkonda.

## Les diamants de Golconde
Dans la forteresse de la ville se trouvaient les ateliers de taille et le marché des fameux diamants de Golconde, célèbres depuis l'Antiquité (les mines se trouvant beaucoup plus à l'est dans les alluvions du fleuve Krishna et de ses affluents, vers Paritala et les Mines de Kollur (en). Ces mines firent la fortune du sultanat puis des Nizâms d'Hyderâbâd qui administrèrent la région de 1724 à 1948, en particulier des mines de diamant d'où proviennent de nombreuses pierres célèbres, notamment le Koh-i Nor, le Régent, le Bleu de France retaillé en Hope ou encore l'Orloff. Ces mines étaient alors, avec Bornéo, les seules sources au monde de cette pierre précieuse jusqu'au XIXe siècle, le marché aux diamants se déroulant tous les vendredis dans un jardin (le « jardin des gemmes ») derrière les murs de la forteresse.

## École de Golkonda (Miniature de Deccan)
Pour un article plus général, voir Peinture en Inde.
Une des écoles miniatures de la province Deccan.
La ville fut le siège, au XVIIe siècle, d'une école de miniatures de style dit Dekkanî, très influencée par celui de l'école de Delhi et celui de Perse, école qui fut transférée à Hyderâbâd au début du XVIIIe siècle.

## Galerie

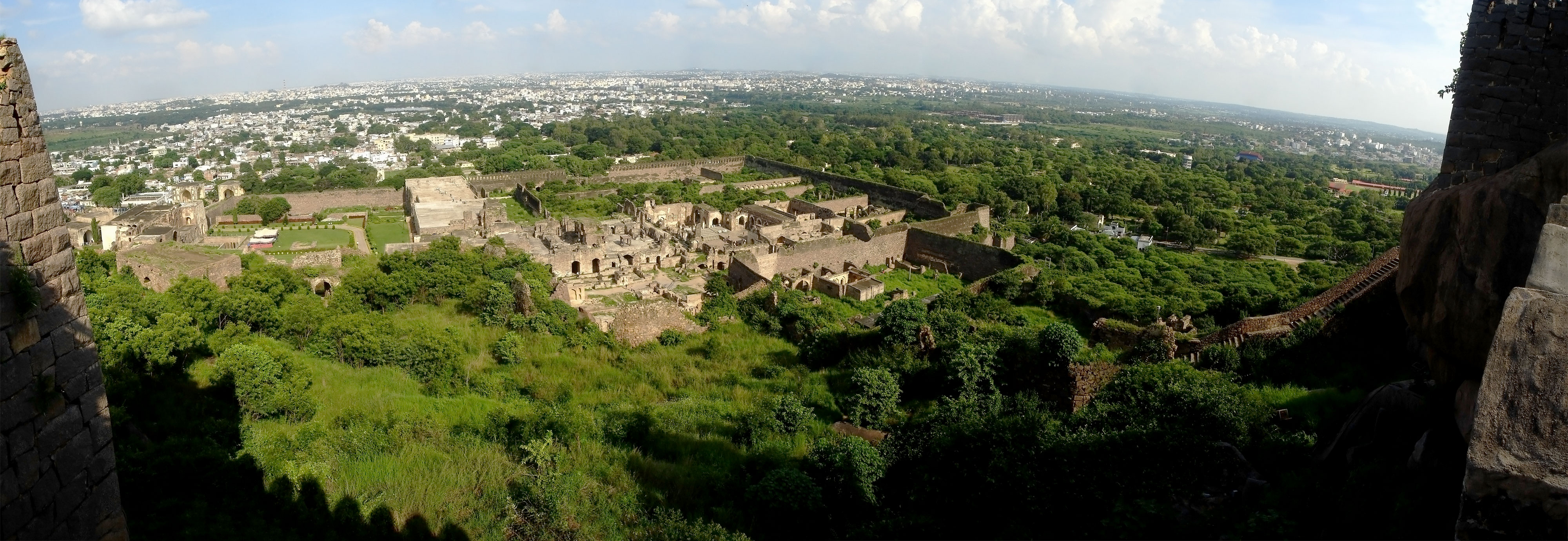
Panorama depuis le fort.
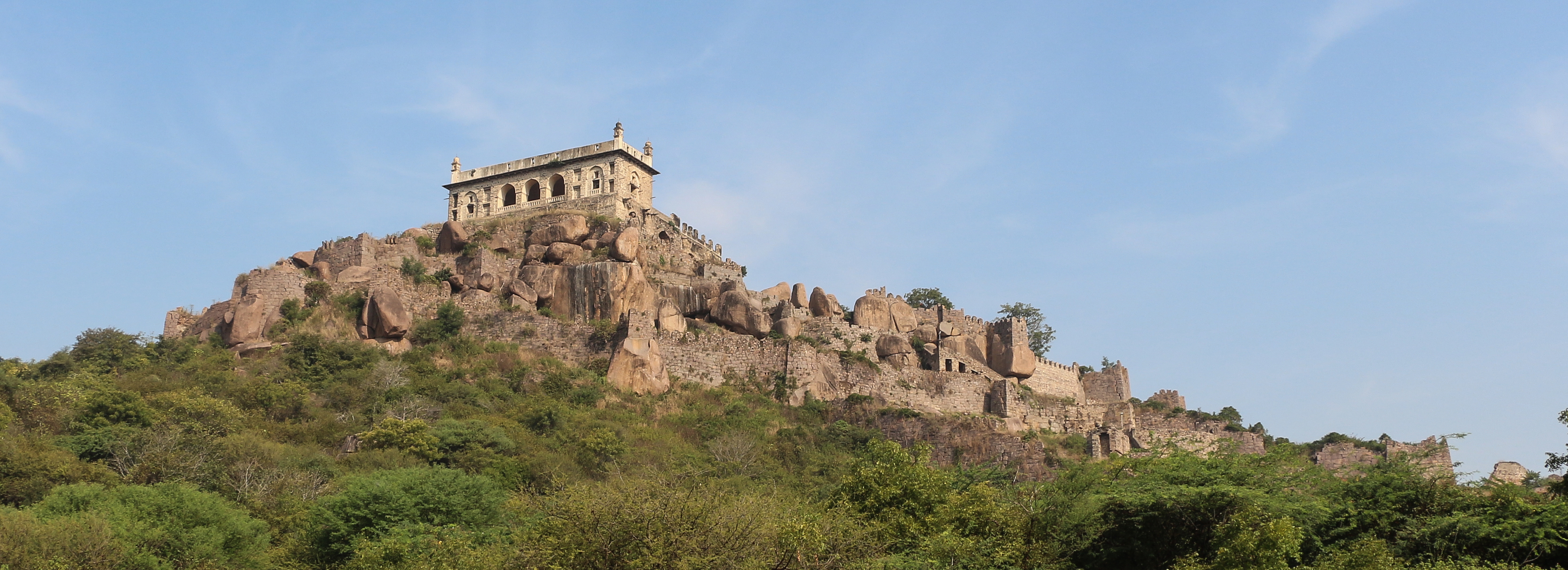
Le sommet du fort.
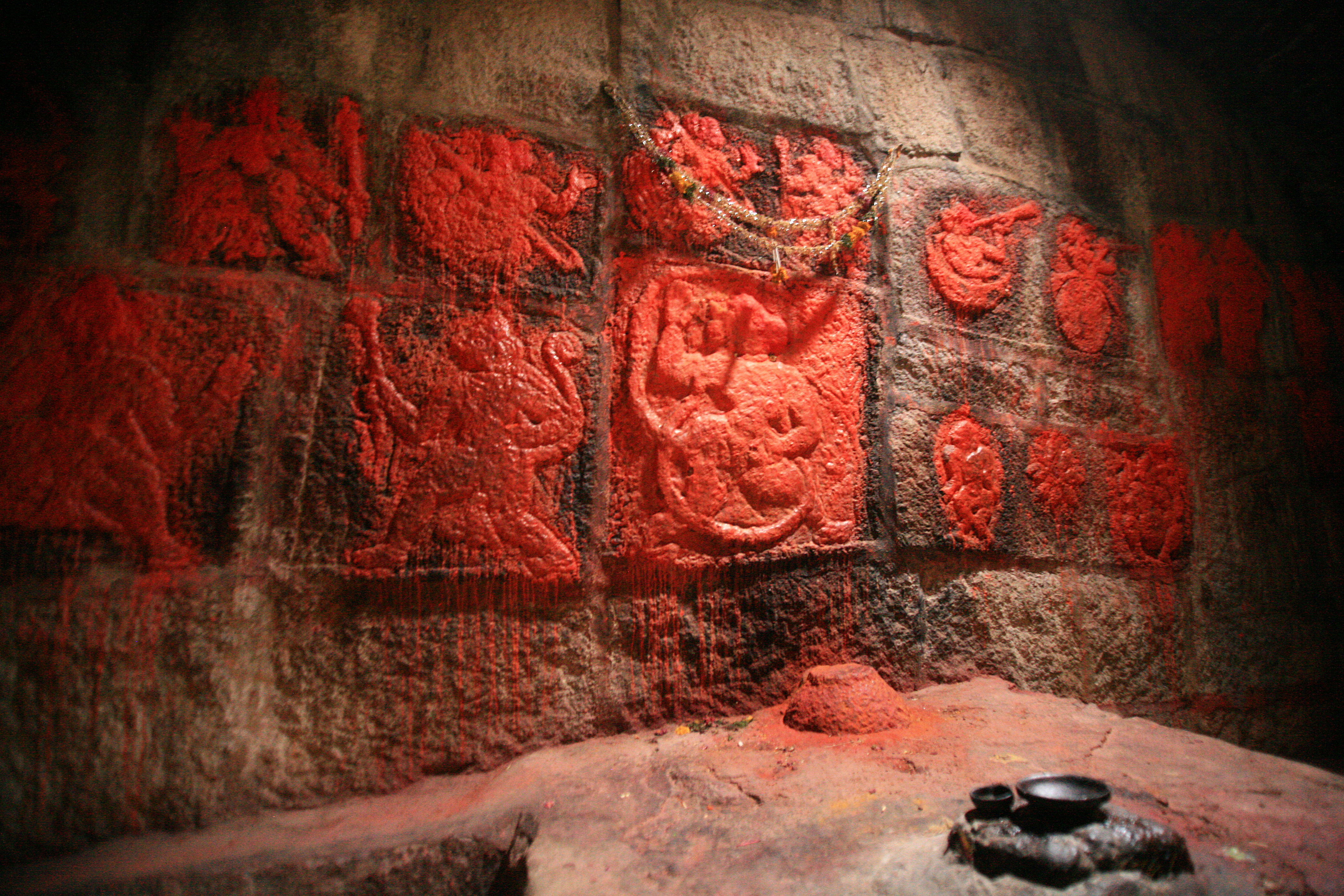
Murs sculptés à l'intérieur de la prison.
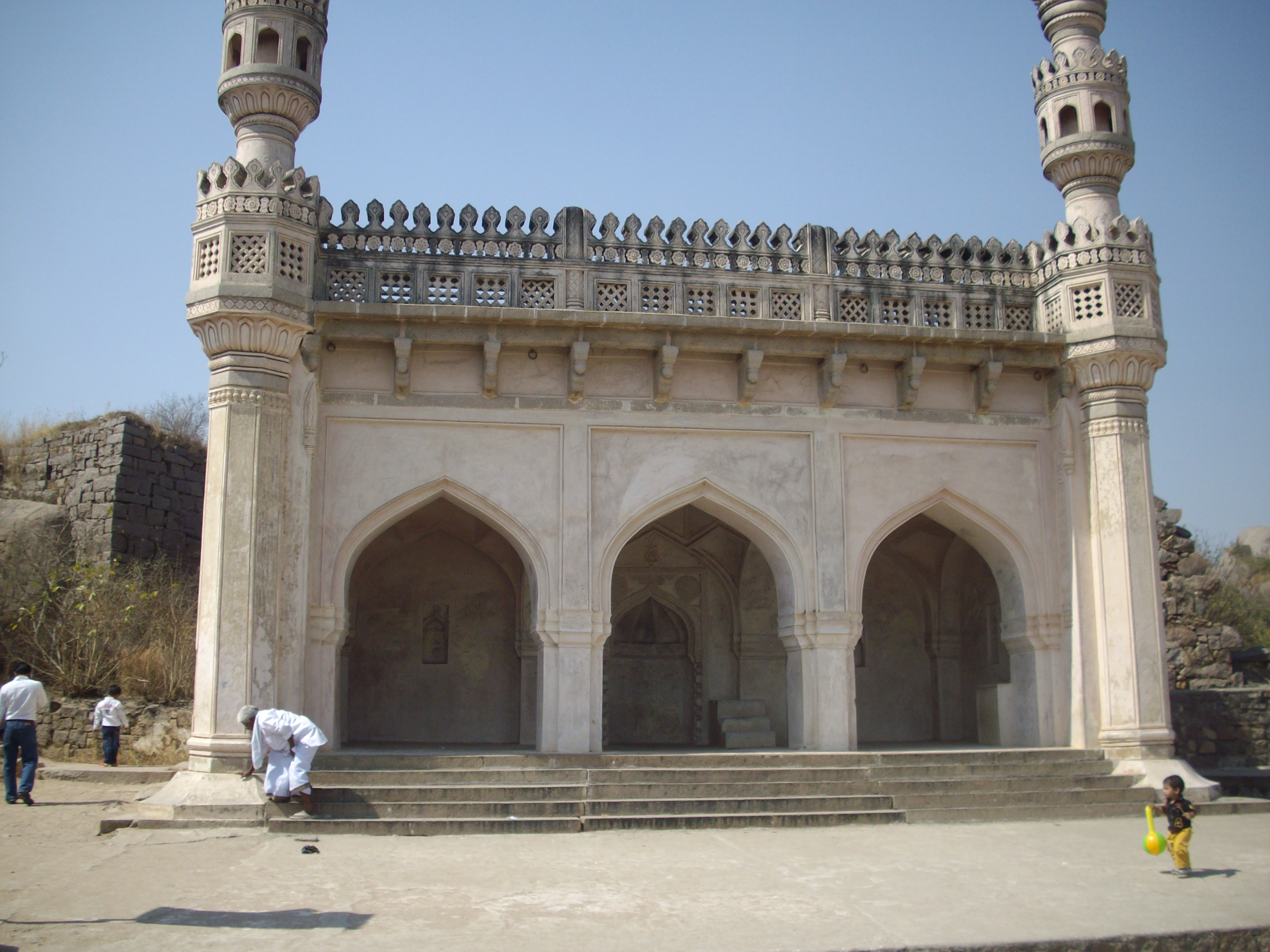
Mosquée à l'intérieur du fort.

## Sources
- Louis Frédéric, Dictionnaire de la civilisation indienne, Robert Laffont, 1987, 1276 p. (ISBN 2-221-01258-5)

## Annexe